# Oloví
Oloví – miasto w Czechach, w kraju karlowarskim. 
Według danych z 1 stycznia 2024, liczba mieszkańców miasta wynosi 1641 osób (910. miejsce w kraju wśród miejscowości; 534. miejsce wśród miast).
W mieście jest stacja kolejowa Oloví.

## Demografia
| Rok             | 2008 | 2016 | 2024 |
| --------------- | ---- | ---- | ---- |
| Liczba ludności | 1881 | 1774 | 1641 |